# Biscarrosse
Biscarrosse è un comune francese di 12 430 abitanti situato nel dipartimento delle Landes nella regione della Nuova Aquitania. Si affaccia sulle rive del lago di Cazaux.

## Società

### Evoluzione demografica
Abitanti censiti

## Amministrazione

### Gemellaggi
- Pombal (Portogallo)
- Due Carrare (Italia)